# Minnesota State University Mankato
Minnesota State University Mankato är ett amerikanskt offentligt universitet som ligger i Mankato, Minnesota och hade totalt 15 387 studenter (13 395 undergraduate students och 1 992 postgraduate students) för 2014. Den ingår i utbildningssystemet Minnesota State Colleges and Universities system.
1860 beslutade Minnesotas delstatsregering att man skulle etablera en utbildningsinstitution i södra Minnesota och sex år senare bestämde man sig att den skulle ligga i Mankato. Läroverket grundades 1868 som Mankato Normal School och var öppen för lärarstudenter. 1921 blev den ett college och fick namnet Mankato State Teachers College och 1957 ändrade man namnet och blev Mankato State College. 1975 blev man klassificerad som ett universitet och fick namnet Minnesota State University. Den 1 juli 1995 bildades utbildningssystemet Minnesota State Colleges and Universities system och utbildningsinstitutionen valde 1998 att lägga till Mankato i universitetsnamnet i syfte att särskilja sig med Minnesota State University Moorhead.
Universitet tävlar med 19 universitetslag i olika idrotter via deras idrottsförening Minnesota State Mavericks.

## Alumner
| Idrottare - Wyatt Aamodt - David Backes - Teodors Bļugers - Daniel Brickley - Jerilyn Britz - Ryan Carter - Walker Duehr - Eriah Hayes - Akito Hirose - Tim Jackman - Jake Livingstone - Connor Mackey - Marc Michaelis | - Travis Morin - Sam Morton - Kael Mouillierat - Casey Nelson - Ondřej Pavel - Tyler Pitlick - Emilia Ramboldt - Nathan Smith - Jaxson Stauber - C.J. Suess - Nina Tikkinen Lärare - Shirley Ardell Mason |